# Le Vaudreuil
Le Vaudreuil is een gemeente in het Franse departement Eure (regio Normandië). De plaats maakt deel uit van het arrondissement Les Andelys. Le Vaudreuil telde op 1 januari 2022 3.622 inwoners.

## Geografie
De oppervlakte van Le Vaudreuil bedroeg op 1 januari 2022 14,22 vierkante kilometer; de bevolkingsdichtheid was toen 254,7 inwoners per km².

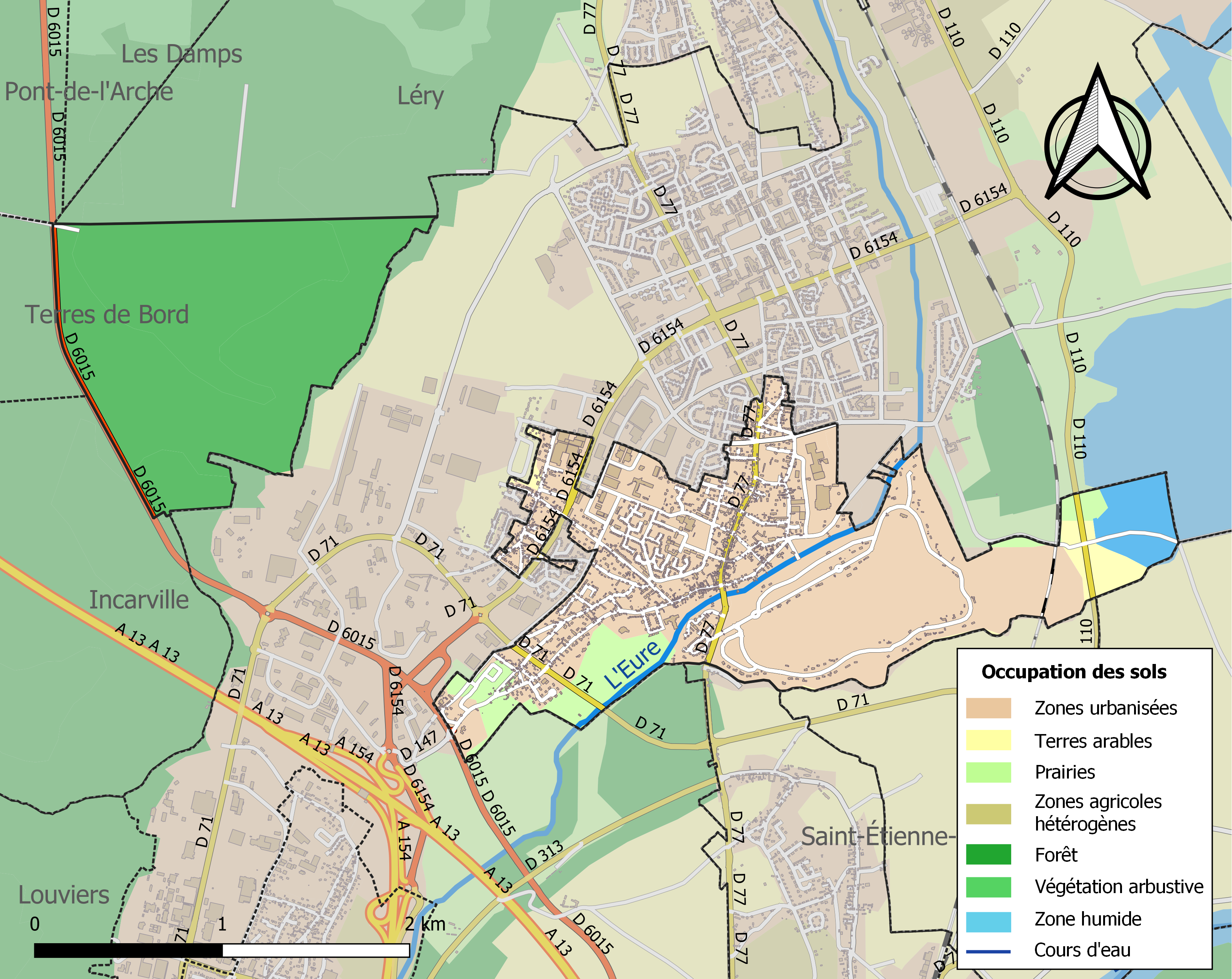
Kaart van de gemeente met belangrijkste infrastructuur, bodemgebruik en omliggende gemeenten

## Demografie
Onderstaande figuur toont het verloop van het inwonertal (bron: INSEE-tellingen).